# هجوم إشباعي

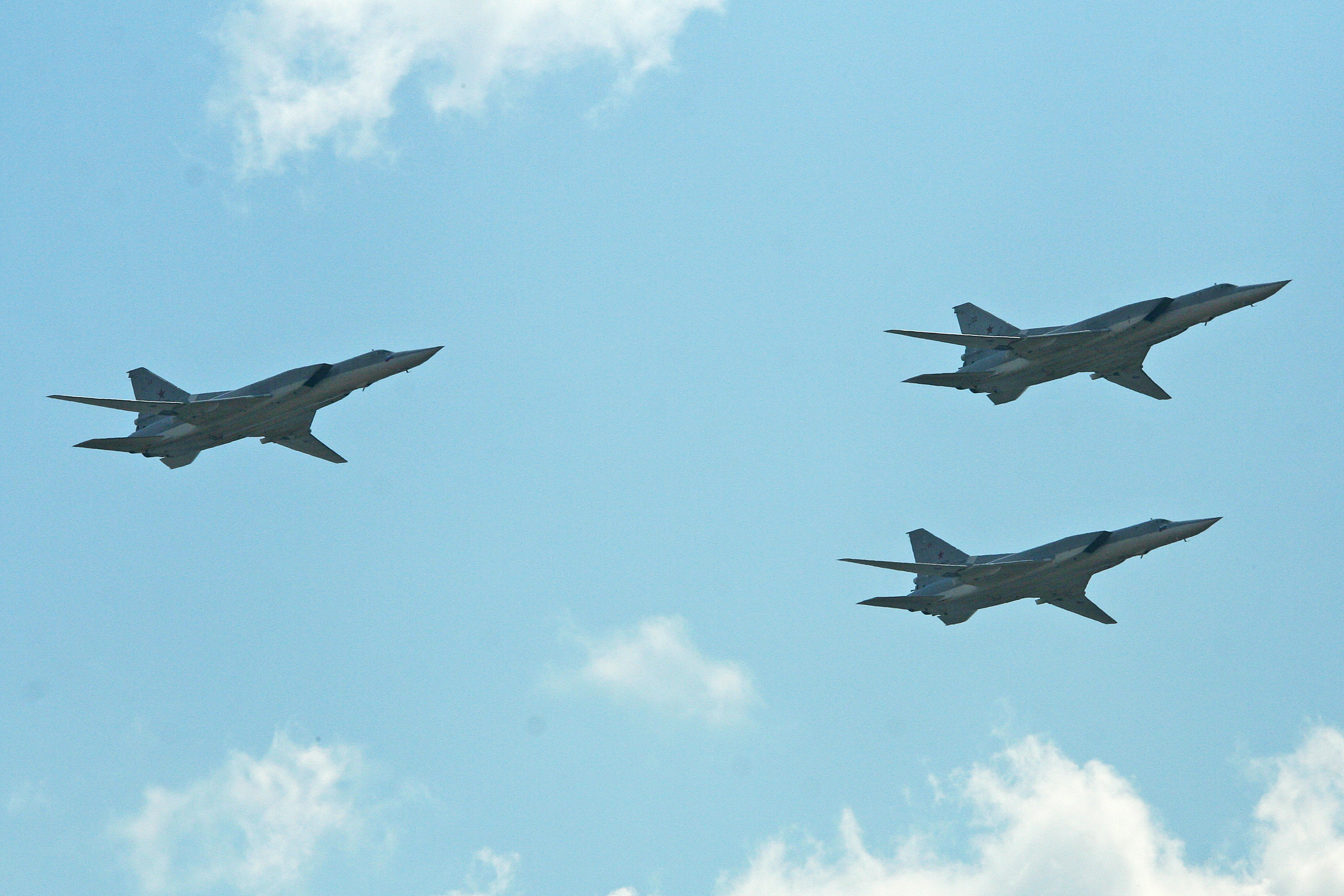

الهجوم الإشباعي تكتيكٌ عسكري يأمل من خلاله الطرف المهاجم أن يحقق مكاسبه ومقاصده العسكرية عن طريق اجتياح قدرة العدو التكنولوجية والمادية والنفسية على التصدي للهجوم بكفاءة. استُخدمت قذائف القصف الإشباعي ضد عدة أهداف بحرية وبرية في أثناء الحرب الباردة وما تلاها من حروب، ويخشى الناس بشدة احتمالية اللجوء إلى مثل تلك الأساليب.

## حسابات نظرية
إذا فكرنا في تصميم القذائف المضادة للسفن على سبيل المثال، فمن الراجح أن هدف الطرف المحارب هو تطوير قذيفة قادرة على اختراق هدف العدو وتدميره بنسبة إصابة 100%. لكن على الجانب الآخر من الراجح أيضًا أن الطرف الآخر قد ينجح في تطوير تدابير مضادة لتلك القذائف المتطورة إذا أتحنا له قدرًا كافيًا من الوقت، ما يعني أن كفاءة القذيفة السابق ذكرها، حتى وإن نجح الطرف المحارب في تطويرها، سوف تقل عن 100% عاجلًا أم آجلًا. لذا، علمًا بأن كفاءة إصابة القذيفة للهدف لن تصل مطلقًا إلى 100%، فمن الأفضل من ناحية عملية واقتصادية أن يخطط الطرف المحارب لتطوير قذيفة قادرة على إصابة الهدف بكفاءة 70% أو حتى 50% فقط، وبدلًا من إطلاق قذيفة واحدة يمكن إطلاق قذيفتين آنيًا حتى تكون نسبة إصابة الهدف من قِبل قذيفة واحدة على الأقل 75%، أو إطلاق ثلاثة قذائف آنية لتكون نسبة الإصابة 87.5% وهلم جرًا. وكلما زاد عدد القذائف المُوجهة نحو الهدف آنيًا، زادت فرصة إصابة الهدف من قبل قذيفة واحدة على الأقل. وإذا كانت كل قذيفة بمفردها تحتوي على رأس حربية قادرة على تدمير الهدف بالكامل، فلا يجوز للسفن الحربية المستهدفة أو التدابير المضادة أن تتجاهل أي قذيفة مهما كانت. وفي تلك الحالة يضطر الطرف المدافع إلى إهدار موارده في توظيف أنظمة أسلحة القتال القريب وصواريخ أرض-جو في سبيل الدفاع عن الهدف. وبوسع الطرف المحارب أن يثقل كاهل أنظمة العدو الدفاعية بدرجة أكبر عن طريق إطلاق عدة قذائف من اتجاهات مختلفة باستخدام أنظمة توجيه متنوعة.
اتبع الاتحاد السوفييتي والدول الخاضعة له سياسة القصف الإشباعي. فعلى سبيل المثال، توصل السوفييت من خلال حساباتهم إلى أنه يلزم لتدمير مدمرة ناتو واحدة 12 قذيفة من طراز بي 15 تيرمت، وعلى هذا الأساس شرع السوفييت في تصميم زورق الصواريخ «كومار» وتطويره وتشغيله. حينئذ كانت المدمرات البريطانية مزودة بأربع قذائف مضادة للسفن فقط، بينما وصل عدد القذائف التي كانت تحملها السفن السوفييتية إلى 20 قذيفة، حتى إن بعض المدمرات السوفييتية كانت تحمل ثمانية قذائف كبيرة الحجم. بدت سفن حلفاء الناتو المزودة بقذائف أصغر حجمًا وأخف وزنًا كما لو كانت منزوعة السلاح عند مقارنتها بسفن السوفييت ذات القذائف المتعددة الموضوعة داخل أنابيب إطلاق ضخمة.

## ردع الهجوم
استهدفت غاراتُ سلاح الطيران البحري السوفييتي حاملات الطائرات البحرية الأمريكية أثناء الحرب الباردة. باشرت الولايات المتحدة بالتصدي لذلك باتباع سياسة تدمير الطائرات السوفييتية قبل أن تباشر بإطلاق قذائفها، ما أدى في النهاية إلى تطوير الطائرة الاعتراضية دوغلاس إف 6 دي، وتلاها بعد ذلك طائرة إي-2 هوك آي، وزوج الطائرات المقاتلة إف-14 توم كات/إي آي إم-54 فينكس.
شهدت الجيوش الحديثة عدة تطورات من بينها دمج تكنولوجيا التخفي في السفن الحربية، والاعتماد التام على نظم الإطلاق العمودي، ونظم الرادار الحديثة القادرة على مسح أهداف متعددة وتتبعها والاشتباك معها آنيًا، وصواريخ «أطلق وانس». أدت كل تلك العوامل إلى الحد من جدوى الهجمات الإشباعية التي تعتمد على إطلاق قذائف غير متطورة.